# 원주대성중학교
원주대성중학교(原州大成中學校)는 대한민국 강원특별자치도 원주시 무실동에 있는 사립 중학교이다.

## 학교 연혁
- 1954년 3월 24일 : 재단법인 대성학원 설립인가
- 1954년 3월 24일 : 설립자 장윤 선생
- 1954년 3월 24일 : 초대 이사장 장일순 선생 취임
- 1955년 4월 6일 : 원주대성중학교 설립인가(6학급)
- 1955년 4월 6일 : 초대 교장 장윤 선생 취임
- 1964년 1월 29일 : 정관변경 인가
- 1964년 1월 29일 : 재단법인 대성학원을 학교법인 대성학원으로 조직변경
- 1976년 2월 19일 : 원주대성중학교 학칙 변경 (21학급)
- 1990년 1월 14일 : 신축교사로 이전(무실동)
- 1990년 5월 4일 : 신축교사 준공식(9,388,85m2)
- 2024년 5월 7일 : 개교 제70주년 기념식
- 2024년 9월 1일 : 제19대 교장 김법성 선생 취임
- 2025년 1월 8일 : 제70회 졸업식(졸업생 195명, 누계 21,551명)

## 참고 자료
- 원주대성중학교 - 한국교육학술정보원 학교알리미